# Melitón Carvajal
Manuel Melitón Carvajal Ambulodegui (Lima, 10 de marzo de 1847 - ibidem, 19 de septiembre de 1935), fue un marino peruano que formó parte de la tripulación del reconocido monitor Huáscar, participando en todos los combates del mismo durante la Guerra del Pacífico. Fue herido y tomado prisionero en Angamos. Convertido desde entonces en un héroe viviente, incursionó en la política, sin dejar de servir en la marina. Participó activamente en la Reconstrucción Nacional y en la recomposición de la flota naval del Perú, contribuyendo de gran manera al desarrollo nacional, con notables contribuciones en las especialidades de cartografía y comunicaciones. Fue diputado del Congreso de la República por Huaylas (1883); ministro de Hacienda y Comercio (1894), ministro de Guerra y Marina (1900, 1901-1902 y 1913-1914), presidente del Consejo de Ministros (1914) y segundo vicepresidente de la República (1915-1919). Un colegio nacional (antigua Gran Unidad Escolar) ubicado en el distrito de Lince (Lima) lleva su nombre, en su honor.

## Biografía
Hijo del médico colombiano Manuel Ignacio Carvajal, y de María del Pilar Ambulodegui. Estudió en el Colegio Nuestra Señora de Guadalupe de Lima, y luego ingresó al Colegio Naval Militar en 1860, de donde egresó como guardiamarina en 1863. Ese año permaneció en la Escuela como profesor de Aritmética y Geografía del Perú, y al año siguiente, se le otorgó el grado de alférez de fragata, empezando su servicio en la marina.
Sirvió en las fragatas General Plaza, Apurímac y Amazonas. Se sumó a la revolución del coronel Mariano Ignacio Prado y participó en la defensa del Callao contra la escuadra española, el 2 de mayo de 1866, a bordo de la cañonera Tumbes. Ascendió entonces a teniente primero.
Luego fue profesor de geometría descriptiva y trigonometría esférica en el Colegio Naval Militar. En 1867 pasó a servir en el vapor Meteoro y al año siguiente asumió la capitanía del puerto de Islay. Con igual cargo pasó al puerto fluvial de Iquitos (1869) y a bordo de la cañonera Napo, exploró los ríos Marañón y Huallaga. El 26 de octubre de 1869 venció al Pongo de Manseriche, navegándolo a contracorriente.
Ascendido a capitán de corbeta en 1870, retomó su labor docente en la Escuela Naval que funcionaba a bordo del vapor Marañón. Enseñó Análisis Matemático, Mecánica Racional, Geodesia e Hidrografía.
Formaba parte de la oficialidad de la fragata Apurímac, cuando en 1872 suscribió el histórico manifiesto de la armada contra el golpe de Estado de los coroneles Gutiérrez.
Llegó a ser subdirector de la Escuela Naval, donde dirigió los viajes de práctica de los alumnos y formó parte de la comisión que debía medir los depósitos guaneros a lo largo del litoral (1875-1876).
Luego fue sucesivamente capitán de puerto de Chimbote, ayudante de la capitanía del Callao y subdirector del departamento de Marina en el ministerio de Guerra (1877-1879).

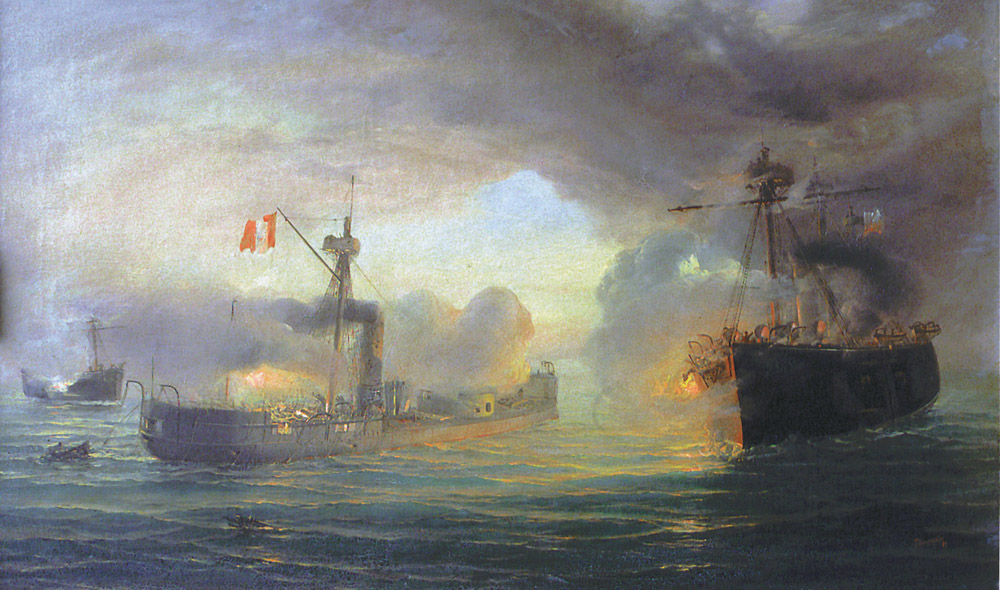
Combate de Angamos.

Al estallar la Guerra del Pacífico en 1879, era ya capitán de fragata. Se embarcó en el Monitor Huáscar, como jefe de Estado Mayor de la Primera División Naval. Estuvo presente en todos los combates que enfrentó dicho buque a órdenes de Miguel Grau, hasta el combate de Angamos, donde resultó herido por el estallido de una granada en la torre de mando. Por esa razón no pudo tomar el mando del buque, que le correspondía, tras la muerte de Grau y del segundo comandante, Elías Aguirre Romero. Fue tomado prisionero y obtuvo su liberación mediante un canje. Se constituyó desde entonces en un héroe viviente para el Perú. En 1880 fue comisionado a Europa para adquirir armas y supervisar la construcción de las cañoneras Lima y Callao.
En 1883 fue elegido diputado por la provincia de Huaylas, formando parte del Congreso de la República reunido en Arequipa, que era la sede del gobierno del contralmirante Lizardo Montero. Luego fue director de Correos y de Telégrafos.
Tenía ya el grado de capitán de navío, cuando presidió la misión que viajó a Valparaíso a bordo de la cañonera Lima para repatriar los restos de los peruanos caídos en la guerra (1890). Enseguida, y por segunda vez, viajó a Europa para negociar la adquisición de armamentos bélicos. De vuelta en el Perú en 1892, retomó su cargo como director de Telégrafos.
En el tramo final del gobierno de Remigio Morales Bermúdez fue nombrado ministro de Hacienda y Comercio, cargo que ejerció hasta la muerte de dicho mandatario, el 1 de abril de 1894. Tras el triunfo de la revolución pierolista, fue sometido a un proceso, que a la postre fue sobreseído.
Fue director de la Escuela Militar Preparatoria (1897-1898), director general de Correos y Telégrafos, prefecto del departamento de Junín (1899), director de la Escuela Militar (1900) y ministro de Guerra y Marina (1900). Por tercera vez viajó a Europa, para negociar nuevas adquisiciones militares y navales. De vuelta, retomó el Ministerio de Guerra y Marina y fue ascendido a contralmirante (1901). Luego fue nombrado presidente del Consejo Superior de Marina (1902) y de la Comisión Hidrográfica (1904).

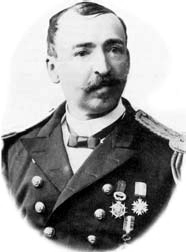
Melitón Carvajal.

Hizo un cuarto viaje a Europa, para supervisar la construcción de los cruceros Almirante Grau y Coronel Bolognesi, en los astilleros ingleses, y cuya travesía al Perú comandó personalmente. La llegada de estos navíos al Callao en agosto de 1907 produjo un estallido de júbilo patriótico en todo el país. Dichos navíos fueron los mejores exponentes de la marina de guerra peruana, hasta que en los años 1950 fueron sustituidos por otros que conservaron sus nombres.
En 1913 fue nombrado comandante general de la Armada, y una vez más ministro de Guerra y Marina (1913-1914). Del 1 al 22 de agosto de 1914 presidió brevemente el Consejo de Ministros, durante el primer gobierno de Óscar R. Benavides. Llegó a ser segundo vicepresidente de la República del segundo gobierno de José Pardo y Barreda (1915-1919).
Fue también miembro de la Sociedad Geográfica de Lima, y presidente de la misma (1919-1924); en el Boletín de la Sociedad Geográfica de Lima llevó a cabo un debate con Federico Villarreal sobre la verdadera área del Perú. Conformó la Comisión que evaluó el libro "Teoría Cosmológica Cicloidal" de Scipión E. Llona.
En 1927 fue ascendido a Vicealmirante. Al retirarse del servicio activo, había prestado más de sesenta años de servicios al Perú.
Estuvo casado con Rosaura Fonseca; luego, en 1919, volvería a casarse con la moqueguana Mercedes Vizcarra.